# Ninjemys oweni
Ніндзя-черепаха Оуена (Ninjemys oweni) — єдиний вид черепах вимерлого плейстоценового роду Ninjemys родини Міоланії (Meiolaniidae). Найперші відомі останки цієї черепахи англійський біолог Річард Оуен прийняв за описану ним раніше ящірку мегаланія, найбільшу з усіх, що коли-небудь жили на землі. Проте пізніше з'ясувалося, що знайдені останки належать черепасі, яку спочатку зарахували до роду Міоланія, а у 1992 році її було виділено у новий рід, назвавши його Ninjemys на честь героїв коміксів черепашок-ніндзя (ninja і emys — черепаха).

## Морфологія
Загальна довжина карапаксу цієї черепахи досягав 2 м, вага близько 200 кг. Голова була доволі велика з рогами з боків. Карапакс дуже великий, сильно опуклий та подовжений. Пластрон майже повністю дорівнювався карапаксу. Хвіст товстий та довгий, наділений щитками та шипами.

## Фізіологія
Полюбляла трав'янисті місцини, луки, савани. Живилася лише рослинною їжею, у пошуках якої долали доволі великі відстані.
Стосовно розмноження цієї черепахи відомостей замало.

## Розповсюдження
Викопні рештки відомі з плейстоценових відкладів Квінсленду (Австралія).